# Liste des commanderies templières en Suisse
Cette liste recense les commanderies et maisons de l'ordre du Temple qui ont existé dans la Suisse actuelle.

## Faits marquants et histoire
L'ordre du Temple ne compta sur l'actuel territoire suisse que deux commanderies: La Chaux à Cossonay attestée en 1223 et à Genève (quartier de Rive) citée en 1277. Celles-ci possédaient d'autres maisons dépendantes (les écarts), notamment à Cologny, Bénex (commune de Prangins) et Entremont (commune de Yvonand). Tous ces établissements relevaient de la baillie (ou préceptorie) de Bourgogne, subdivision de la province de France,.

## Liste des biens
Cette liste recense les biens pour lesquels il existe des preuves historiques (chartes, pièces du procès...). 
| Commanderie | Ville actuelle (ou à proximité) | Fondation (1re donation) | Reprise |
| ----------- | ------------------------------- | ------------------------ | ------- |
| La Chaux    | La Chaux (Cossonay)             | ? avant 1223             | 1315    |
| Genève      | Genève                          | ? avant 1277             | 1313    |

| Localisation en Suisse (Liens vers les articles correspondants)           |
| ------------------------------------------------------------------------- |
| \| Franche- Comté Alsace Lombardie Piémont V-A R-Alpes La Chaux Genève \| |
| Franche- Comté Alsace Lombardie Piémont V-A R-Alpes La Chaux Genève       |

## Sources